# Enoch Kolenda
Enoch Kolenda (ur. ?, zm. w XVII wieku) – polski podwojewodzi, wojewoda.

## Życiorys
Miał kilkoro rodzeństwa, m.in. brata Gabriela. Był podwojewodzim wojewody trockiego. W 1637 został pisarzem Trybunału Litewskiego, a w 1651 był wojewodą dorpackim.